# 村岡範為馳

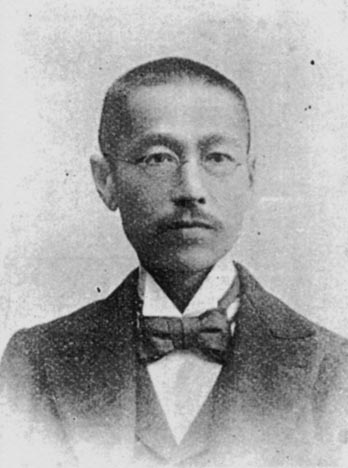
『明治聖代 教育家銘鑒 第壱編』に掲載された肖像写真

村岡 範為馳（むらおか はんいち、1853年11月14日（嘉永6年10月14日） - 1929年（昭和4年）4月20日）は明治時代の日本の物理学者。理学博士。
東京大学教授、東京数学物理学会（日本数学会および日本物理学会の前身）初代委員長、第一高等中学校（東京大学教養学部の前身）、女子高等師範学校（お茶の水女子大学の前身）教頭、東京音楽学校（東京芸術大学音楽学部の前身）校長、第三高等学校（京都大学の前身の一つ）工学部主事、京都帝国大学教授を歴任した。
日本人として初めて外国の学術雑誌に主著論文が掲載されるとともに、ドイツ（当時）のシュトラスブルク大学で博士号を取得した。また、国内で初めてX線写真の撮影に成功している。近代日本の物理学分野において、教育・研究の両面で大きな役割を果たした。

## 生涯

### 生い立ち
因幡国八上郡釜口村（現：鳥取県鳥取市河原町釜口）で生まれる。幼名は半之丞。父は鳥取藩士の村岡秀造（太田静馬）で、藩校の尚徳館に勤める医師であった。
若くして父の勤める尚徳館で学ぶ。明治3年閏10月25日（1870年12月17日）に藩命を受け、明治政府が全国から集めた310名の貢進生の一人として上京し、大学南校に入学。学制改革によって校名が東京開成学校と改称されると、新設された鉱山科に編入した。1875年（明治8年）に同科を退学し、文部省に出仕し東京女子師範学校（現：お茶の水女子大学）の教諭となる。ここで物理学を独習した。

### ドイツ留学と博士号取得
1878年（明治11年）4月29日付で、欧米の師範学校の調査のためドイツのアルザス地域圏（当時）にあるシュトラスブルク大学に派遣された。また、渡欧していた文部大書記官・九鬼隆一の手伝いも命じられている。シュトラスブルク大学で所属した研究室では音響学者のアウグスト・クントが教授を務め、助教授は後にX線の発見でノーベル物理学賞を受賞するヴィルヘルム・レントゲンであった。
大学ではホイートストンブリッジ法を用いて炭素材料における電気抵抗の温度依存性を調べ、この際に熱電効果の観察も行っている。1880年（明治13年）に成果を『アナーレン・デア・フィジーク』誌にドイツ語の学術論文として投稿した。翌年の6月号に掲載され、これが初めて学術雑誌に掲載された日本人の論文となった。1881年（明治14年）に日本人で初となる海外の博士号を取得し、同年4月5日に卒業、5月28日に帰国した。

### 帰国後の動向
1882年（明治15年）、旧：東京大学の医学部教諭となる。翌1883年（明治16年）に魔鏡についての論文を発表し、これも『Annalen der Physik und Chemie』に投稿した。また、同年には『物理学教授法』という教科書も書いている。1884年（明治17年）に東京数学会社が改組して東京数学物理学会（現在の日本数学会および日本物理学会）となると、その初代・学会委員長となった。なお選挙では菊池大麓が選出されたが、菊池が直後に外遊するため次点の村岡が繰り上がっている。
1888年（明治21年）に第一高等中学校（大学予備門の後身でのちの一高）の教諭となり、この年に再び渡欧した。このドイツ滞在中にハインリヒ・ヘルツの電磁波の発生実験に立ち会うことができた。当時大学院生だった長岡半太郎に現地からこれを伝え、長岡は追試験を行っている。
帰国後には、第一高等学校教諭や女子高等師範学校の校長心得を務めた後、1891年（明治24年）8月に東京音楽学校（現：東京芸術大学音楽学部）の2代目の校長に就任した。一方で魔鏡に関する論文『日本魔鏡の研究』を提出し、同年8月24日に帝國大學（現：東京大学）から理学博士の学位を得た。これ以前に理学博士を国内で取得したのは1888年（明治21年）の山川健次郎ら日本最初の理学博士5名がいるが、これは「帝國大学評議会の議を経て」授与されたもので、論文提出による取得は村岡が国内初であった。なお、1893年（明治26年）に長岡半太郎が2人目の論文による取得者となっている。

### 東京音楽学校での活動
東京音楽学校は1887年（明治20年）の創設から間もないことから生徒が少なく、村岡は故郷の鳥取で講演を行ったりした。このためもあって、同校では鳥取県出身の学生が増加した。この中には大阪音楽学校（現：大阪音楽大学）創立者の永井幸次や田宮虎蔵などがいる。
音楽学校ではドイツでクントから学んだ音響学を活かし、奏楽堂の音響設計に関わった上原六四郎と共著の『俗楽旋律考』や『教員及び好楽家の実験音響学』などを書いた。この他に、ヴェーバー‐フェヒナーの法則に基づいて弦や琴の音の識別限界を考察した論文も執筆している。また1891年には祝祭日唱歌審査委員長も務めており、国歌となる「君が代」の制定にも関与した。

### 放射線の研究
1893年（明治26年）に三高（現：京都大学総合人間学部）の教授となると、翌々年にかつて師事したレントゲンがヴュルツブルク大学でX線を発見した。これを翌1896年（明治29年）にドイツ留学中の長岡半太郎から聞くと、レントゲン本人に詳細を問い合わせている。
村岡はX線の追試験を行おうとしたが、三高では電源など十分な装置がなかったため、島津製作所の島津源蔵 (2代目)と共に研究を行った。その結果、1896年10月10日に国内で初めてX線写真の撮影に成功した。なお、同年10月12日付でレントゲンに送ったX線の発見を祝う手紙が、出身地・レネップのレントゲン博物館に保存されている。
また、1896年にアンリ・ベクレルがウラン鉱石からの放射線を発見するとこれに刺激を受け、蛍が発する光からも放射線が出ているのではないかと考えた。この未知の光を「渣蛍線」と名付けて研究を進めたが、後に誤りであることが判明した。1896年8月『東洋学芸雑誌』179号　に、ホタルの光がベクレル線と類似の性質を持つと発表し、1897年10月水蒸気の感光作用の誤認であると訂正発表した。

### 京都帝國大学時代と晩年
1897年（明治30年）に京都帝國大学が新設されるとその教授となり、理工科大学物理学教室の礎を築いた。1901年（明治34年）にレントゲンがノーベル物理学賞を受賞した際には現地に渡り、祝賀会に出席した。また1902年（明治35年）に設立された京都音楽会の顧問を務めている。
1913年（大正2年）に総長の澤柳政太郎に文科大学・医科大学・理工科大学など他の6人の教授とともに辞表の提出を迫られ、辞職して同年9月27日に京都帝國大学名誉教授となった。澤柳の行動の背景には当時の文部大臣・奥田義人の意向があったとされるが、教授会を無視していたためその反発を招き、総長を免官されている。この後、任免権は実質的に教授会に移行した（澤柳事件）。
辞職後は兵庫県出石郡に住んだ後、三重県津市で妻や孫と共に余生を送った。1929年（昭和4年）4月19日、77歳で老衰のため亡くなった。生前の業績を称え、昭和天皇から白練絹一疋が贈られている。

## 人柄
若い頃は癇癪持ちだったといわれる。散歩と和歌作りを趣味とし、晩年は音楽雑誌への寄稿も行っている。

## 家族
先述のように父が蘭学者であったこともあり、息子にも学問を修めることを望んだ。このため、当時芸人として低く評価されていた能や謡曲を好んだ長男の力には悩まされた。力は後年神官となり、兵庫県の出石神社や奈良県の大和神社の宮司を務めている。
同居していた孫の重浪には漢籍の素読や講義を施すなど、終生教育に情熱を持っていた。

## 系譜
河原町釜口の太田家は、代々医家であり、一門より多数の医師を輩出している。医家太田家の初代は俊庵といい、もと曳田村の富農の出で、釜ノ口村に招請され医業を始め、傍ら寺子屋を開き、子弟を教育した。文政2年（1819年）正月に没した。
二代要伯は天明3年（1783年）俊庵の子として生まれた。家伝によると要伯は若い時、長崎に出て苦学をしながら医学修行をしたという。弘化元年（1844年）62歳で没した。要伯の兄弟に幸助がいて、東分知家の池田仲立に仕えていた。
三代東寿は文政2年（1819年）に生まれ、医術を父及び鳥取の医家に学んだ。明治28年（1895年）に77で没した。
範為馳の父静馬は若い頃に大阪の適塾や江戸の鳩居堂で蘭学を学び、特に鳩居堂では塾長も務め、村田蔵六（大村益次郎）とも面識があった。安政5年（1858年）4月静馬は鳩居堂で勉学中ではあったが、鳥取藩より、専ら出精致しているとの理由で、4人扶持でもって正式に召抱えられた。同年6月、静馬は太田の姓から村岡の姓に改めるよう願い出て、7月18日許可された。またその12月には静馬の名も秀造に改めている。明治2年10月5日（1869年11月8日）鳥取の掛出町に於て死去した。
四代勇昌は嘉永3年（1850年）に生まれ父東寿に医術を学び1884年（明治17年）に医師開業免状を受けた。1922年（大正11年）に没した。五代茂満は1891年（明治24年）に生まれ、東京慈恵会医専を卒業し、釜口で開業した。八頭郡医師会長を務めている。1949年（昭和24年）に没した。
```
　　　　　　　　　　　　　　　　　　┏茂満
　　　　　　　　　　　　　　┏勇昌━┫
　　　　　　　　　　　　　　┃　　　┗貞子
　　　　　　　　　　　　　　┃
　　　　　　　　　┏東寿━━╋諶斎━━鉄太郎
　　　　　　　　　┃　　　　┃
　　　　　　　　　┃　　　　┃
　　　　　　　　　┃　　　　┗東林━━利枝
　　　　┏要伯━━┫
俊庵━━┫　　　　┃
　　　　┗幸助　　┃
　　　　　　　　　┃
　　　　　　　　　┗秀造━━範為馳━━力━━重浪

```

## 栄典・授章・授賞
- 1883年（明治16年）2月16日 - 正七位[4]
- 1886年（明治19年）7月8日 - 従六位[4][5]
- 1891年（明治24年）12月21日 - 正六位[4][6]
- 1896年（明治29年）1月20日 - 従五位[4][7]
- 1898年（明治31年）9月10日 - 正五位[4]
- 1903年（明治36年）4月10日 - 従四位[4]
- 1908年（明治41年）6月20日 - 正四位[4]
- 1913年（大正2年）
  - 8月5日 - 従三位[4][8]
  - 9月30日 - 正三位[4][9]

勲章等
- 1891年（明治24年）9月3日 - 勲六等瑞宝章[4]
- 1896年（明治29年）12月25日 - 勲五等瑞宝章[4][10]
- 1899年（明治32年）6月20日 - 勲四等瑞宝章[4]
- 1903年（明治36年）12月26日 - 勲三等瑞宝章[4][11]
- 1911年（明治44年）6月28日 - 勲二等瑞宝章[4]

## 著作
著書・編書
- 『レントゲン氏 X放射線の話』京都府教育会編纂、村上勘兵衛、1896年8月
  - 『学芸叢談 X放射線の話』開成館、1903年2月
  - 板倉聖宣、永田英治編著 『理科教育史資料 6 科学読み物・年表・人物事典』東京法令出版、1987年2月 - 初版を抄録。
- 『実験音響学及音楽理論』積善館、1917年4月

訳書
- 『平民学校論略』文部省、1880年2月
  - 『平民学校論略』国書刊行会〈明治教育古典叢書〉、1980年11月
  - 『平民学校論略』クレス出版〈近代日本学校教育論講座〉、2001年12月

## 関連文献
- 瀬木嘉一「理学博士村岡範為馳先生から送られたX線発見の御祝状」（『さくらXレイ写真研究』VOL.17 No.6、小西六写真工業、1966年12月）
- 滝内政次郎「村岡範為馳博士について」（『さくらXレイ写真研究』VOL.17 No.6）
- 「村岡範為馳：X線最初の実験者」（唐沢富太郎著『貢進生：幕末維新期のエリート』ぎょうせい、1974年12月／唐沢富太郎著『唐沢富太郎著作集 第4巻 貢進生 人生・運命・宗教』ぎょうせい、1990年10月、ISBN 4324016259）
  - 「村岡範為馳：X線最初の実験者、東京音楽学校長」（唐沢富太郎編著『図説 教育人物事典：日本教育史のなかの教育者群像 中巻』ぎょうせい、1984年4月）